# Mando Ramos
Armando Ramos (Long Beach, 15 de noviembre de 1948 - San Pedro, 6 de julio de 2008), más conocido por Mando Ramos, fue un boxeador estadounidense de origen mexicano que compitió en la categoría del peso ligero.
| N.º | Resultado | Balance | Rival              |       | Asalto  | Fecha      | Localidad         |
| --- | --------- | ------- | ------------------ | ----- | ------- | ---------- | ----------------- |
| 49  | Derrota   | 37-11-1 | Wayne Beale        | KOT   | 2 (10)  | 29/10/1975 | Las Vegas         |
| 48  | Victoria  | 37-10-1 | Antonio Leyva      | KOT   | 7 (10)  | 15/10/1975 | Las Vegas         |
| 47  | Victoria  | 36-10-1 | Al Franklin        | PTS   | 10      | 2/9/1975   | Oklahoma          |
| 46  | Derrota   | 35-10-1 | Tony Martínez      | PTS   | 10      | 30//7/1975 | Las Vegas         |
| 45  | Derrota   | 35-9-1  | Wolgang Gans       | KOT   | 5 (?)   | 12/7/1974  | Palma de Mallorca |
| 44  | Derrota   | 35-8-1  | Wolgang Gans       | KO    | 2 (?)   | 3/6/1974   | Luebeck           |
| 43  | Victoria  | 35-7-1  | Arpad Magyar       | KO    | 4 (?)   | 16/5/1974  | Hamburgo          |
| 42  | Victoria  | 34-7-1  | Mi Wham Kim        | KOT   | 2 (8)   | 10/5/1974  | Luebeck           |
| 41  | Nulo      | 33-7-1  | Jaroslav Travnik   | PTS   | 8       | 4/5/1974   | Viena             |
| 40  | Derrota   | 33-7    | Arturo Pineda      | KOT   | 5 (10)  | 9/8/1973   | Los Ángeles       |
| 39  | Derrota   | 33-6    | Chango Carmona     | KOT   | 8 (15)  | 15/9/1972  | Los Ángeles       |
| 38  | Victoria  | 33-5    | Pedro Carrasco     | PTS   | 15      | 28/6/1972  | Madrid            |
| 37  | Victoria  | 32-5    | Pedro Carrasco     | PTS   | 15      | 18/2/1972  | Los Ángeles       |
| 36  | Derrota   | 31-5    | Pedro Carrasco     | DESC. | 12 (15) | 5/11/1971  | Madrid            |
| 35  | Victoria  | 31-4    | Rubén Navarro      | PTS   | 10      | 30/9/1971  | Los Ángeles       |
| 34  | Victoria  | 30-4    | Raúl Rojas         | KOT   | 6 (10)  | 10/12/1970 | Los Ángeles       |
| 33  | Victoria  | 29-4    | Sugar Ramos        | PTS   | 10      | 6/8/1970   | Los Ángeles       |
| 32  | Derrota   | 28-4    | Ismael Laguna      | KOT   | 9 (15)  | 3/3/1970   | Los Ángeles       |
| 31  | Victoria  | 28-3    | Ratón Palacios     | PTS   | 10      | 13/1/1969  | San Antonio       |
| 30  | Victoria  | 27-3    | Yoshiaki Numata    | KO    | 6 (15)  | 4/10/1969  | Los Ángeles       |
| 29  | Victoria  | 26-3    | Jerry Graci        | KOT   | 7 (10)  | 20/5/1969  | Honolulu          |
| 28  | Victoria  | 25-3    | Carlos Teo Cruz    | KOT   | 11 (15) | 18/2/1968  | Los Ángeles       |
| 27  | Victoria  | 24-3    | Beau Jaynes        | KOT   | 2 (10)  | 12/12/1968 | Los Ángeles       |
| 26  | Victoria  | 23-3    | Billy Coleman      | KOT   | 3 (10)  | 29/10/1968 | San Antonio       |
| 25  | Derrota   | 22-3    | Carlos Teo Cruz    | PTS   | 15      | 27/9/1968  | Los Ángeles       |
| 24  | Victoria  | 22-2    | Hiroshi Kobayashi  | PTS   | 10      | 20/6/1968  | Los Ángeles       |
| 23  | Victoria  | 21-2    | Phil García        | KO    | 9 (10)  | 2/5/1968   | Los Ángeles       |
| 22  | Victoria  | 20-2    | Frankie Crawford   | PTS   | 10      | 1/2/1968   | Los Ángeles       |
| 21  | Derrota   | 19-2    | Frankie Crawford   | PTS   | 10      | 5/10/1967  | Los Ángeles       |
| 20  | Victoria  | 19-1    | Eliseo Estrada     | KOT   | 5 (10)  | 14/9/1967  | Los Ángeles       |
| 19  | Victoria  | 18-1    | Álex Luna          | KOT   | 2 (10)  | 15/8/1967  | Sacramento        |
| 18  | Derrota   | 17-1    | Kang II Suh        | PTS   | 10      | 6/7/1967   | Los Ángeles       |
| 17  | Victoria  | 17-0    | Len Kesey          | KOT   | 5 (10)  | 22/6/1967  | Los Ángeles       |
| 16  | Victoria  | 16-0    | Pete González      | PTS   | 10      | 30/3/1967  | Los Ángeles       |
| 15  | Victoria  | 15-0    | Ray Echevarría     | PTS   | 10      | 12/1/1967  | Los Ángeles       |
| 14  | Victoria  | 14-0    | Al Franklin        | KO    | 4 (10)  | 28/11/1966 | Oakland           |
| 13  | Victoria  | 13-0    | Al Franklin        | PTS   | 10      | 17/11/1966 | Los Ángeles       |
| 12  | Victoria  | 12-0    | Allen Syers        | KOT   | 5 (10)  | 13/10/1966 | Los Ángeles       |
| 11  | Victoria  | 11-0    | Jorge Baby Salazar | PTS   | 10      | 8/9/1966   | Los Ángeles       |
| 10  | Victoria  | 10-0    | Manny Linson       | KO    | 2 (10)  | 11/8/1966  | Los Ángeles       |
| 9   | Victoria  | 9-0     | Ray Coleman        | KOT   | 6 (10)  | 21/7/1966  | Los Ángeles       |
| 8   | Victoria  | 8-0     | Joey Aguilar       | KO    | 8 (10)  | 7/7/1966   | Los Ángeles       |
| 7   | Victoria  | 7-0     | Jerry Stevens      | KO    | 1 (6)   | 23/6/1966  | Los Ángeles       |
| 6   | Victoria  | 6-0     | Bosco Basilio      | PTS   | 6       | 12/5/1966  | Los Ángeles       |
| 5   | Victoria  | 5-0     | José Barrera       | KO    | 2 (6)   | 17/3/1966  | Los Ángeles       |
| 4   | Victoria  | 4-0     | Fidel Cruz         | KO    | 3 (5)   | 3/3/1966   | Los Ángeles       |
| 3   | Victoria  | 3-0     | Berlin Roberts     | KO    | 1 (5)   | 27/1/1966  | Los Ángeles       |
| 2   | Victoria  | 2-0     | Chuey Loera        | KO    | 4 (4)   | 2/12/1965  | Los Ángeles       |
| 1   | Victoria  | 1-0     | Berlin Roberts     | PTS   | 5       | 18/11/1965 | Los Ángeles       |

| Notas |
| --- |
| Pierde el título mundial del peso ligero del Consejo Mundial de Boxeo (CMB) ante Chango Carmona (México) (15 de septiembre de 1972).                                                               |
| Retiene el título mundial del peso ligero del Consejo Mundial de Boxeo (CMB) ante Pedro Carrasco (España) (28 de junio de 1972).                                                                   |
| Gana el título mundial del peso ligero del Consejo Mundial de Boxeo (CMB) ante Pedro Carrasco (España) (18 de febrero de 1972).                                                                    |
| Disputa el título mundial del peso ligero del Consejo Mundial de Boxeo (CMB), entonces vacante, ante Pedro Carrasco (España) (5 de noviembre de 1971).                                             |
| Pierde los títulos mundiales del peso ligero de la Asociación Mundial de Boxeo (AMB) y del Consejo Mundial de Boxeo (CMB) ante Ismael Laguna (Panamá) (3 de marzo de 1970).                        |
| Retiene los títulos mundiales del peso ligero de la Asociación Mundial de Boxeo (AMB) y del Consejo Mundial de Boxeo (CMB) ante Yoshiaki Numata (Japón) (4 de octubre de 1969)                     |
| Gana los títulos mundiales del peso ligero de la Asociación Mundial de Boxeo (AMB) y del Consejo Mundial de Boxeo (CMB) ante Carlos Teo Cruz (República Dominicana) (18 de febrero de 1969).       |
| Disputa los títulos mundiales del peso ligero de la Asociación Mundial de Boxeo (AMB) y del Consejo Mundial de Boxeo (CMB) ante Carlos Teo Cruz (República Dominicana) (27 de septiembre de 1968). |